# Olenecamptus pseudostrigosus burmensis
Olenecamptus pseudostrigosus burmensis es una subespecie de escarabajo longicornio del género Olenecamptus, categorizada en la tribu Dorcaschematini, de la subfamilia Lamiinae. Fue descrita por Dillon & Dillon en 1948.

## Descripción
Mide 20-25 mm de longitud.

## Distribución
Se distribuye por Birmania.